# Петрушино (деревня, муниципальное образование город Алексин)
Петрушино — опустевшая деревня в Тульской области России. С точки зрения административно-территориального устройства входит в Алексинский район. В плане местного самоуправления входит в состав муниципального образования город Алексин.

## География
Деревня находится в северо-западной части Тульской области, в пределах северо-восточного склона Среднерусской возвышенности, в подзоне широколиственных лесов, к северу от автодороги Р132, на расстоянии примерно 18 километров (по прямой) к югу от города Алексина, административного центра округа.
Абсолютная высота — 218 метров над уровнем моря.

### Климат
Климат характеризуется как умеренно континентальный, с ярко выраженными сезонами года. Средняя температура воздуха летнего периода — 16 — 20 °C (абсолютный максимум — 38 °С); зимнего периода — −5 — −12 °C (абсолютный минимум — −46 °С). Снежный покров держится в среднем 130—145 дней в году. Среднегодовое количество осадков — 650—730 мм.

## История
Когда образовался приход и этимология названия села неизвестно, но в XVIII столетии, хотя и в не таком составе, приход уже сосуществовал, так как упоминается в церковных документах 1777 года о храме в честь Рождества Христова, у приходского кладбища. Кем, когда и на какие средства был построен храм неизвестно. К 1825 году он крайне обветшал и вместо него начата постройка каменного храма в честь Спаса Нерукотворного, на расстоянии версты от прежнего храма. На месте старого храма была устроена часовня. Строительницами нового храма были местные помещицы села: А.А. Демидова и генеральша В.К. Куликовская. В 1846 году храм был построен и освящён. Придельные алтари его были устроены: в 1854 году с правой стороны, в честь преподобной Марии Египетской, на средства наследников В. К. Куликовской, в честь её ангела. Второй придельный алтарь устроен в 1860 году на средства прихожан в честь Рождества Христова, в память о прежнем приходском храме. В состав прихода, кроме села находились деревни: Клеймёново, Клеймёновские выселки, Кострово, Александровка и Юшково. Всего населения в приходе 668 человек мужского пола и 719 женского. Штат церкви состоял из священника и псаломщика. Имелось церковной земли: усадебной — 3 десятины, полевой — 36 десятин, из коих из-за неудобства обращены в сенокосные луга и под кладбищем — 2 десятины. С 1873 года в селе существовала церковно-приходское попечительство, а с 1862 года церковно-приходская школа.
До муниципальной реформы в марте 2005 года входила в Борисовский сельский округ. После её проведения включёна в образованные муниципального образования сельское поселение «Авангардское» и в Алексинский муниципальный район.
21 июня 2014 года Алексинский муниципальный район и Авангардское сельское поселение были упразднены, деревня Малое Панское стала входить в городской округ Алексин.

## Население
| 2010 |
| ---- |
| 0    |